# Daniele Desiderio
Daniele Desiderio (Catania, 6 gennaio 1979) è un pallavolista e giocatore di beach volley italiano.